# Ray Comfort
Ray Comfort (ur. 5 grudnia 1949) – amerykański pastor, ewangelista i apologeta pochodzenia nowozelandzkiego. Założyciel organizacji Living Waters Publications i The Way of the Master (Droga Mistrza).
Napisał kilkadziesiąt książek na tematy ateizmu, kreacjonizmu, ewangelizacji i zbawienia, m.in.: „God Doesn't Believe in Atheists” (Bóg nie wierzy w ateistów) i „Evolution: A Fairy Tale for Grownups” (Ewolucja: Bajka dla dorosłych). Szczególnego rodzaju popularność przyniosło mu nagranie zamieszczone w serwisie YouTube, wyśmiewane później przez jego krytyków. Występujący u boku Kirka Camerona Comfort zaprezentował w nim banana jako dowód na istnienie inteligentnego projektu: jego „dopasowanie” do ludzkiej ręki i łatwość zdejmowania skórki miałyby być dowodem na zaprojektowanie przez Boga.
W 2009 roku rozesłał jako prezent do amerykańskich szkół przygotowaną przez siebie edycję dzieła Charlesa Darwina O powstawaniu gatunków z usuniętymi czterema rozdziałami zawierającymi prezentację dowodów na teorię ewolucji, poprzedzoną za to obszernym wstępem swojego autorstwa z prezentacją poglądów kreacjonistów.
W 2011 roku Comfort napisał i wyprodukował film dokumentalny o nazwie „180: Changing the Heart of a Nation”. Film był krytykowany przez The Huffington Post za porównanie aborcji do holocaustu.